# Hazai rejtelmek
A Hazai rejtelmek Kuthy Lajos 19. századi író regénye. Első alkalommal nem könyvalakban, hanem folytatásokban, 1846–1847-ben jelent meg.
Az 1840-es évek közepének magyar regényeire ugyanúgy rányomta bélyegét a francia romantika, mint az 1830-as évek könyveire az angol. Akkoriban főként a francia romantika szélsőséges képviselője, Eugène Sue, annak is legromantikusabb műve, a Les Mystères de Paris (Párizs rejtelmei) hatott íróinkra. Az 1842–1843-ban megjelent francia regénynek már két-három év múlva megjelentek magyar párjai. Kuthy Lajos Hazai rejtelmekje ennek az iránynak a legjellemzőbb hazai képviselője.

## Cselekménye
A történet a korabeli Pesten és az Alföldön játszódik. Két testvércsalád, a rosszak és a jók története, Szalárdy Györgyé és Eleké.
Szalárdy György főispán hiú, üres lélek; elfogja a nagyravágyás mániája és egy gőgös hercegnővel köt házasságot, aki őt pazarlásával anyagi és erkölcsi romlásba dönti. Öccse, a nemes érzésű Szalárdy Elek szerelemből nősül, de szegény sorsú leányt vesz feleségül, ezért apja kitagadja.
Családja, különösen fia, Ödön – lényegében a regény hőse – sokat szenved. A gonosz főispán kiforgatja a családot vagyonából. Időközben árvaságra jutott unokaöccsét, minthogy ő a törvényes örökös, el akarja tetetni láb alól. A piszkos munkát a rossz hírű Márk orvosra bízza, aki gyógyintézetében Ödönt testi-lelki kínokkal gyötri, hogy megfossza értelmétől. A fiú azonban kicsúszik az orvos kezei közül. Egy ideig Pest alvilági figurái között tengődik, közben hamis vád alapján a börtönt is megjárja. Végül elkerül a Tisza partjára, ahol egy becsületes, jólelkű halász befogadja és fölneveli.
Itt talál rá Vámos, anyjának testvére a már fiatalember Ödönre. Segítségével Ödön kutatni kezdi a családi titkokat és leleplezi a bűnösöket. A főispán öngyilkos lesz; nejéről, az osztrák hercegnőről kiderül, hogy gyermeket csempészett; a főispán állítólagos fiának lelkét pedig nők elleni erőszakoskodások sora terheli. Ödön visszaszerzi birtokait, társadalmi pozícióját és apja példáját követve házasságot köt a még paraszti sorban élve megismert szerelmével.

## Jellemzése
Ez a bűnügyi történet önmagában is romantikus, még inkább azok az események, amelyekkel az író ezt a vázat kitölti. A mesét túlzsúfolja romantikus fordulatokkal, epizódokkal. A pesti bűnözők világa, gyermeklopás, mérgezés, gyilkosság és más szörnyűségek váltakoznak egymással; halmozza a bűnöket és hangsúlyozza az emberek, különösen zsidó alakjainak negatív vonásait. Az izgalmakat azzal is fokozza, hogy az előzményekre csak később, váratlanul derít fényt.
A két család történetének segítségével az író viszonylag széles társadalmi körképet is próbált adni. A cselekmény Pesten és az Alföldön játszódik, megelevenednek benne a pesti és a vidéki élet különböző helyszínei és alakjai. Akárcsak Eötvös József, Kuthy is beleszőtte regényébe a különféle társadalmi jelenségekre, a közállapotok javítására, a törvénykezésre, a börtönrendszerre, a zsidóügyre, a nevelésre stb. vonatkozó gondolatait.
Leírásai hosszadalmasak, elmélkedései bőbeszédűek. Az elbeszélő részekben sokszor dagályos; népies alakjait ízes, néha már sallangos nyelven szólaltatja meg.
A Hazai rejtelmekben a legsötétebb jelenetek váltakoznak a legvilágosabb színűekkel. Legszebbek az alföldi részek és a népies alakok: a tiszai halász, a betyár és a csikós; a népélet jelenetei, a csárdai mulatozás, az aratás szemléletes leírása. Alföldi tájképeit – a puszta, a délibáb, a Hortobágy, a lápok világa – áthatja a romantikus író lelkesedése a természet szépségei iránt.

## Fogadtatása
Kuthy regénye először nem egyben, hanem tizenöt füzetben jelent meg, kiadása két évig tartott; laza szerkezete és az epizódok bősége a folytatásos megjelenéssel is magyarázható.
A Hazai rejtelmek nagy hatást tett korára. Az 1840-es évek második felében Kuthy Lajos népszerűsége Jósika Miklóséval vetekedett. Ezeknek az éveknek a nyugtalan, múltba forduló és változásokra is váró levegője különben is kedvezett a romantikus fantázia termékeinek.
Könyvalakban a mű 1901-ben és 1906-ban jelent meg. Utóbbi kiadás bevezetőjében írta Mikszáth Kálmán: „A Hazai rejtelmek körülbelül a legjobb munkája Kuthynak. Nem közönséges tehetség lép ki elénk e könyvből. Mély megfigyelője a természetnek és páratlan leíró. A nyelve dagályos ugyan s emlékeztet valamely gazdag ősterületre, hol buján nő fű, dudva, virág s melyet szinte járhatatlanná fonnak az indák. A dialógok nem természetesek, az emberek se hús se vér; «csinálmány» ez mind, de mekkora erővel és tehetséggel!”